# Sherbrooke (district électoral du Canada-Uni)
Pour les articles homonymes, voir Sherbrooke (homonymie).
Circonscription électorale provinciale du Canada
Sherbrooke est un district électoral de l'Assemblée législative de la province du Canada.

## Liste des députés
| Années | Années      | Député                 | Affiliation          |
| ------ | ----------- | ---------------------- | -------------------- |
|        | 1841 - 1844 | Edward Hale            | Tory unioniste       |
|        | 1844 - 1848 | Edward Hale            | Tory                 |
|        | 1848 - 1851 | Bartholomew Gugy       | Tory                 |
|        | 1851 - 1852 | Edward Short           | Modéré               |
|        | 1853 - 1854 | Alexander Tilloch Galt | Indépendant          |
|        | 1854 - 1858 | Alexander Tilloch Galt | Indépendant          |
|        | 1858 - 1861 | Alexander Tilloch Galt | Libéral-conservateur |
|        | 1861 - 1863 | Alexander Tilloch Galt | Libéral-conservateur |
|        | 1863 - 1867 | Alexander Tilloch Galt | Libéral-conservateur |